# سفارة المغرب في فرنسا
سفارة المغرب في فرنسا هي أرفع تمثيل دبلوماسي لدولة المغرب لدى فرنسا. تقع السفارة في باريس وهي تهدف لتعزيز المصالح المغربية في فرنسا.

## وصلات خارجية
- الموقع الرسمي
- قائمة سفارات المغرب
- قائمة السفارات في فرنسا